# Julian Cash
Julian Cash (ur. 29 sierpnia 1996 w Brighton) – brytyjski tenisista.

## Kariera tenisowa
W karierze wygrał pięć turniejów cyklu ATP Tour z dwunastu rozegranych finałów w grze podwójnej.
W rankingu gry pojedynczej najwyżej był na 786. miejscu (1 sierpnia 2022), a w klasyfikacji gry podwójnej na 15. pozycji (14 kwietnia 2025).

### Finały w turniejach ATP Tour
| Legenda                                      |
| -------------------------------------------- |
| Wielki Szlem                                 |
| Igrzyska olimpijskie                         |
| Tennis Masters Cup / ATP Finals              |
| ATP Masters Series / ATP Tour Masters 1000   |
| ATP International Series Gold / ATP Tour 500 |
| ATP International Series / ATP Tour 250      |

#### Gra podwójna (5–7)
| Końcowy wynik | Nr | Data                 | Turniej       | Nawierzchnia  | Partner         | Przeciwnicy                          | Wynik finału      |
| ------------- | -- | -------------------- | ------------- | ------------- | --------------- | ------------------------------------ | ----------------- |
| Finalista     | 1. | 9 kwietnia 2023      | Houston       | Ceglana       | Henry Patten    | Max Purcell Jordan Thompson          | 6:4, 4:6, 5–10    |
| Finalista     | 2. | 22 października 2023 | Sztokholm     | Twarda (hala) | Yuki Bhambri    | Andriej Gołubiew Denys Mołczanow     | 6:7(8), 2:6       |
| Finalista     | 3. | 11 listopada 2023    | Sofia         | Twarda (hala) | Nikola Mektić   | Gonzalo Escobar Ołeksandr Nedowiesow | 3:6, 6:3, 11–13   |
| Zwycięzca     | 1. | 18 lutego 2024       | Delray Beach  | Twarda        | Robert Galloway | Santiago González Neal Skupski       | 5:7, 7:5, 10–2    |
| Finalista     | 4. | 16 czerwca 2024      | Stuttgart     | Trawiasta     | Robert Galloway | Rafael Matos Marcelo Melo            | 6:3, 3:6, 8–10    |
| Zwycięzca     | 2. | 29 czerwca 2024      | Santa Ponça   | Trawiasta     | Robert Galloway | Diego Hidalgo Alejandro Tabilo       | 6:4, 6:4          |
| Finalista     | 5. | 28 sierpnia 2024     | Winston-Salem | Twarda        | Robert Galloway | Nathaniel Lammons Jackson Withrow    | 4:6, 3:6          |
| Zwycięzca     | 3. | 1 października 2024  | Tokio         | Twarda        | Lloyd Glasspool | Ariel Behar Robert Galloway          | 6:4, 4:6, 12–10   |
| Zwycięzca     | 4. | 5 stycznia 2025      | Brisbane      | Twarda        | Lloyd Glasspool | Jiří Lehečka Jakub Menšík            | 6:3, 6:7(2), 10–6 |
| Zwycięzca     | 5. | 22 lutego 2025       | Doha          | Twarda        | Lloyd Glasspool | Joe Salisbury Neal Skupski           | 6:3, 6:2          |
| Finalista     | 6. | 29 marca 2025        | Miami         | Twarda        | Lloyd Glasspool | Marcelo Arévalo Mate Pavić           | 6:7(3), 3:6       |
| Finalista     | 7. | 13 kwietnia 2025     | Monte Carlo   | Ceglana       | Lloyd Glasspool | Romain Arneodo Manuel Guinard        | 6:1, 6:7(8), 8–10 |